# Mycteroperca olfax
Mycteroperca olfax là một loài cá thuộc họ Serranidae. Nó là loài đặc hữu của Ecuador.